# Vera Kaplická Yakimova
Vera Kaplická Yakimova (* 1983 Bulharsko) je literární a filmová teoretička a vysokoškolská pedagožka původem z Bulharska, která od roku 2006 působí v České republice.

## Studium
Vera Kaplická Yakimova v roce 2006 vystudovala obor Slavistika (český jazyk, bulharský jazyk a literatura) na Univerzitě sv. Klimenta Ochridského Sofii. Poté v roce 2012 absolvovala s disertační prací Putování literárního kánonu na filozofické fakultě Jihočeské univerzity v Českých Budějovicích. 

## Profesní život
Kaplická Yakimova působí jako odborná asistentka na Ústavu bohemistiky Jihočeské univerzity, kde vyučuje předměty spojeny s literární komparatistikou a teorií a kurz bulharštiny. Na Ústavu věd o umění a kultuře, kde též působí jako odborná asistentka, přednáší o literárním kánonu, zajišťuje semináře a přednášky k estetice filmu a představuje skrze semináře Balkánskou kulturu. 
Dále je členkou českobudějovického týmu Jeden Svět, kde působí jako dramaturgyně.